# 213 (tal)
213 är det naturliga talet som följer 212 och som följs av 214.

## Inom vetenskapen
- 213 Lilaea, en asteroid

## Inom matematiken
- 213 är ett udda tal.
- 213 är ett semiprimtal

## Inom litteratur
- Rum 213, skriven av Ingelin Angerborn, vinnare 2011 i Bokjuryn.